# Stazione di Bevilacqua
La stazione di Bevilacqua è una stazione ferroviaria della linea Mantova-Monselice, situata nel comune di Bevilacqua in Veneto.
La gestione degli impianti è affidata a Rete Ferroviaria Italiana (RFI) controllata del gruppo Ferrovie dello Stato.

## Storia
La stazione di Bevilacqua venne attivata il 31 dicembre 1886 come parte della tratta da Legnago a Montagnana della linea Mantova-Monselice.

## Strutture e impianti
Il fabbricato viaggiatori si sviluppa su due livelli. Il primo piano è una abitazione privata, mentre il piano terra è adibito ai locali del capostazione e alla sala di attesa.
Il piazzale è formato da tre binari: il binario 2 è di corsa mentre il primo e il terzo binario vengono usati per gli incroci e le precedenze. I primi due binari sono accessibili all'utenza tramite una banchina e sono collegati fra loro da una passerella.
Ad oggi (2010) sono visibili i resti di uno scalo merci da tempo non più utilizzato.

## Movimento
Il servizio viaggiatori è effettuato da Trenitalia. Le principali destinazioni dei treni che fermano a Bevilacqua sono Monselice, Padova e Mantova.
Il servizio merci è da tempo assente.

## Servizi
- Sala di attesa

## Interscambi
È presente un piccolo parcheggio nel piazzale antistante il fabbricato viaggiatori ma non è utilizzabile da parte dei viaggiatori perché è occupato dai mezzi del personale RFI.